# Michael Chertoff
Michael Chertoff (* 28. listopadu 1953, Elizabeth, New Jersey, USA) je americký republikánský politik, v letech 2005–2009 byl druhým ministrem vnitřní bezpečnosti Spojených států amerických.
V minulosti pracoval jako soudce a federální žalobce (asistent generálního žalobce). Prezident George W. Bush ho 11. ledna 2005 jmenoval ministrem. Jeho nominace byla potvrzena Senátem 15. února poměrem hlasů 98 : 0.
Je židovského vyznání. Jeho žena Meryl Justin a dvě děti žijí v Potomacu ve státě Maryland.